# Sneberka
Sneberka (em russo:  Снеберка) é uma aldeia no oeste da Rússia no Oblast de Smolensk. Tem uma população de 14 (2007).